# Piper chinense
Piper chinense är en pepparväxtart som beskrevs av Friedrich Anton Wilhelm Miquel. Piper chinense ingår i släktet Piper och familjen pepparväxter. Inga underarter finns listade i Catalogue of Life.